# San Martín Caballero, Chiapas
San Martín Caballero är en ort i Mexiko.   Den ligger i kommunen Pantelhó och delstaten Chiapas, i den sydöstra delen av landet, 800 km öster om huvudstaden Mexico City. San Martín Caballero ligger 818 meter över havet och antalet invånare är 136.
Terrängen runt San Martín Caballero är kuperad västerut, men österut är den bergig. Runt San Martín Caballero är det ganska tätbefolkat, med 111 invånare per kvadratkilometer. Närmaste större samhälle är Pantelhó, 2,3 km söder om San Martín Caballero. I omgivningarna runt San Martín Caballero växer i huvudsak städsegrön lövskog.